# Hope for Haiti Now

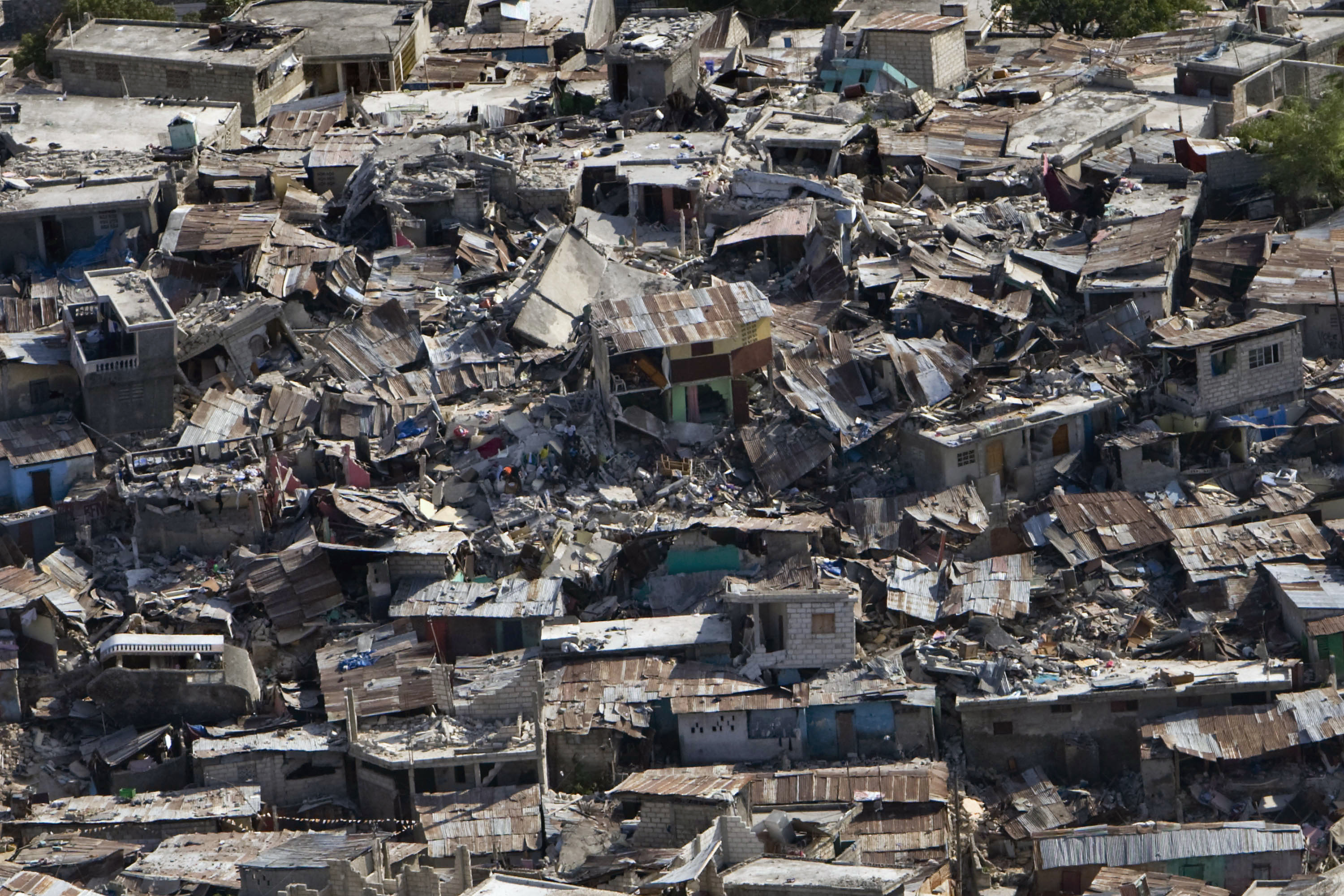
Domy zničené zemětřesením na Haiti

Hope for Haiti Now: A Global Benefit for Earthquake Relief byl benefiční koncert na pomoc obětem zemětřesení na Haiti, konaný 23. ledna 2010 v čase od 1:00 do 3:00 hod UTC, který během přenosu vynesl na dvacet milionů liber a další dary docházely na konto i po jeho skončení. Patronem programu označeného za „teleton“ (složenina z televize a maratonu) byl herec George Clooney a zúčastnilo se ho více než 100 světových superstar.
Koncert, jenž pouze ve Spojených státech vysílalo 20 televizních stanic, přenášela řada zemí v živém vysílání, další pak včetně českého veřejnoprávního programu ČT24 ho zprostředkovaly prostřednictvím záznamu.
| „                | Lidé na Haiti potřebují naši pomoc. Potřebují vědět, že nejsou sami, že o ně stále máme starost. | “ |
| — George Clooney |                                                                                                  |   |

Clooney spolu se svým hereckým kolegou Leonardo DiCapriem věnovali každý jeden milion dolarů. Sbírku podporují významné organizace jako Dětský fond Organizace spojených národů, Americký červený kříž, Světový potravinový program OSN nebo nadace Clinton Bush Haiti Fund a Yéle Haiti Foundation.
Ničivé zemětřesení zasáhlo chudé Haiti 12. ledna 2010. Zahynulo při něm více než 110 tisíc lidí, nejvíce přímo v hlavním městě Port-au-Prince.

## Vystupující
Z hudebního světa se zúčastnili například Madonna, Bono, Coldplay nebo Sheryl Crow. Mezi osobnostmi, které vystoupili s krátkými výzvami k pomoci byli také bývalý americký prezident Bill Clinton, herci Morgan Freeman, Nicole Kidman nebo Brad Pitt. Jiné mediálně známé osoby včetně Julie Robertsové či Stevena Spielberga obsluhovaly dárcovské telefonní linky. Signál do vysílání směřoval z Los Angeles, New Yorku a Londýna. Zpravodajskými živými vstupy přímo z Port-au-Prince přispívala zpravodajská televize CNN, jejíž reportér Anderson Cooper osvětloval aktuální potřeby zasažené země.
Poznámka: V tabulce je chronologicky uveden čas a místo, ze kterého jednotliví vystupující (osoby) uvedli svůj příspěvek (obsah vystoupení).
| Čas     | Místo (vysílání)    | Osoby                                                      | Obsah vystoupení                                                 |
| ------- | ------------------- | ---------------------------------------------------------- | ---------------------------------------------------------------- |
| 0:00:04 | Los Angeles         | Alicia Keys                                                | Prelude to a Kiss                                                |
| 0:03:48 | Los Angeles (živě)  | George Clooney                                             | proslov: úvod                                                    |
| 0:05:13 | Londýn              | Coldplay                                                   | A Message                                                        |
| 0:09:17 | Los Angeles         | Halle Berryová                                             | proslov: příběh Monley Elize                                     |
| 0:10:56 | New York (živě)     | Bruce Springsteen s některými členy The Sessions Band      | We Shall Overcome                                                |
| 0:13:47 | (příjem telefonátů) |                                                            | pomalý panoramatický záběr                                       |
| 0:14:09 | Haiti               | Anderson Cooper                                            | reportáž                                                         |
| 0:16:21 | Los Angeles         | Leonardo DiCaprio                                          | proslov: překážky pro lékaře                                     |
| 0:17:49 | Los Angeles         | Stevie Wonder se sborem                                    | A Time 2 Love / Bridge over Troubled Water                       |
| 0:21:47 | New York            | Wyclef Jean                                                | proslov: v angličtině a kreolštině                               |
| 0:23:36 | New York            | Shakira s The Roots                                        | I'll Stand by You                                                |
| 0:27:32 | (příjem telefonátů) | Reese Witherspoonová                                       | příjem telefonátů: rozhovor                                      |
| 0:28:36 | Haiti               | Anderson Cooper                                            | reportáž: sirotčinec                                             |
| 0:31:43 | Los Angeles         | John Legend                                                | Motherless Child                                                 |
| 0:35:54 | New York            | Jon Stewart                                                | proslov: zachránění ze sutin                                     |
| 0:36:57 | New York            | Mary J. Blige                                              | Hard Times Come Again No More                                    |
| 0:40:55 | (příjem telefonátů) | Samuel L. Jackson                                          | proslov: před studiem příjmu telefonátů                          |
| 0:42:01 | Haiti (záznam)      | Ray LaMontagne                                             | fotografie a krátký klip                                         |
| 0:43:39 | Los Angeles         | Michal San Ceville(?)                                      | proslov: haitský občan                                           |
| 0:45:12 | Los Angeles         | Taylor Swift                                               | Breathless                                                       |
| 0:49:01 | Haiti               |                                                            | klip: Den 1.; Den 6.                                             |
| 0:50:16 | Los Angeles         | Nicole Kidman                                              | proslov: příběh Jeannette a Rogera                               |
| 0:51:32 | Los Angeles         | Christina Aguilera                                         | Lift Me Up                                                       |
| 0:55:17 | (příjem telefonátů) | Julia Roberts                                              | rozhovor                                                         |
| 0:56:26 | Haiti (záznam)      | Anderson Cooper                                            | clip: ulice centra Port-au-Prince                                |
| 0:58:08 | (příjem telefonátů) |                                                            | studio příjmu telefonických darů                                 |
| 0:58:22 | Londýn              | Robert Pattinson                                           | proslov: rozhovor s Maxine Fallon                                |
| 0:59:16 | New York            | Sting s The Roots a Chrisem Bottim na trumpetu             | Driven to Tears                                                  |
| 1:02:58 | San Francisco       | Matt Damon a Clint Eastwood                                | proslov: mírotvorci, kteří přišli o život                        |
| 1:04:11 | Londýn              | Beyoncé s Chrisem Martinem na klavír                       | Halo                                                             |
| 1:07:44 | (příjem telefonátů) | Steven Spielberg                                           | příjem telefonátů: rozhovor s pastorem                           |
| 1:10:07 | Los Angeles         | Morgan Freeman                                             | proslov: báseň od Kalamu ya Salaama;                             |
| 1:11:17 | Los Angeles         | Sheryl Crow, Kid Rock a Keith Urban                        | píseň: Lean on Me                                                |
| 1:14:54 | Haiti (živě)        | Anderson Cooper                                            | rozhovor: s adolescentní dívkou Bea – zachráněná první den       |
| 1:17:03 | New York (živě)     | Bill Clinton                                               | proslov: speciální vyslanec/Clinton Bush Haiti Fund              |
| 1:19:07 | New York            | Madonna se sborem                                          | Like a Prayer                                                    |
| 1:22:39 | Los Angeles         | Ben Stiller                                                | proslov: školy na Haiti                                          |
| 1:24:02 | Haiti (záznam)      | Sanjay Gupta                                               | klip: provizorní zdravotnická zařízení                           |
| 1:25:18 | Haiti (živě)        | Sanjay Gupta s Andersonem Cooperem                         | reportáž: nedostatek antibiotik                                  |
| 1:27:03 | Los Angeles (živě)  | Catherine Porter                                           | proslov: plánovaná adopce                                        |
| 1:28:07 | Los Angeles         | Justin Timberlake spolu s Charlie Sextonem a Matt Morrisem | Hallelujah                                                       |
| 1:32:22 | (příjem telefonátů) | Taylor Swift                                               | příjem telefonátů: rozhovor                                      |
| 1:32:51 | Los Angeles (živě)  | Muhammad Ali a Chris Rock                                  | proslov: Chris četl dopis od Aliho                               |
| 1:34:15 | New York            | Jennifer Hudson s The Roots                                | Let It Be                                                        |
| 1:38:10 | Haiti (živě)        | Anderson Cooper                                            | reportáž: rozhovor s chlapcem Monleym Elizem a zdravotní sestrou |
| 1:39:50 | Los Angeles (živě)  | Brad Pitt                                                  | proslov: uvedení haitského zpěváka Emelina Michela               |
| 1:40:31 | Los Angeles         | Emeline Michel                                             | Many Rivers to Cross                                             |
| 1:43:31 | Los Angeles (živě)  | Tom Hanks                                                  | proslov: Farina L'Enjou, který stravíl 60 hodin hledáním rodiny  |
| 1:45:08 | Londýn (záznam)     | Jay-Z, Rihanna, The Edge a Bono                            | Stranded (Haiti Mon Amour)                                       |
| 1:49:35 | (phone bank)        | Stevie Wonder                                              | phone : rozhovor                                                 |
| 1:50:12 | Los Angeles         | Julia Roberts                                              | proslov: Daphninino dítě                                         |
| 1:51:21 | Los Angeles         | Dave Matthews a Neil Young                                 | Alone and Forsaken                                               |
| 1:54:51 | Los Angeles (živě)  | Denzel Washington                                          | proslov: long but possible citát Martina Luthera Kinga           |
| 1:55:39 | New York            | Wyclef Jean                                                | Rivers of Babylon / Yéle; Wyclef & Melky Jean duet               |
| 1:59:50 | Haiti               |                                                            | fotografie                                                       |

Místa vystoupení účinkujících podle USA Today:
- New York: Wyclef Jean, Madonna, Bruce Springsteen, Jennifer Hudson, Mary J. Blige, Shakira a Sting[2]
- Los Angeles: Alicia Keys, Christina Aguilera, Dave Matthews, Neil Young, John Legend, Justin Timberlake, Stevie Wonder, Taylor Swift, Emeline Michel, Keith Urban, Kid Rock a Sheryl Crow[2]
- Londýn: Beyoncé, Coldplay, Bono, The Edge, Jay-Z a Rihanna.[2] Vystoupení Bona, The Edge, Jay-Z a Rihanny byla předtočena v den vysílání koncertu.[6]

## Světové hvězdy na telefonu
Níže je uveden abecední seznam světových hvězd, které přijímaly finanční dary prostřednictvím telefonních linek:
| - Ben Affleck - Tim Allen - Jennifer Aniston - David Archuleta - Alec Baldwin - Ellen Barkin - Drew Barrymoreová - Garcelle Beauvais - Jack Black - Emily Bluntová - Russell Brand - Benjamin Bratt - Pierce Brosnan - Gerard Butler - Chevy Chase - Kristin Chenoweth - Sacha Baron Cohen - Sean Combs - Common - Bradley Cooper - Cat Cora - Daniel Craig - Cindy Crawford - Penélope Cruz - Billy Crystal - John Cusack - Eric Dane - Robert De Niro | - Ellen DeGeneres - Leonardo DiCaprio - Snoop Dogg - Fran Drescher - Michael Clarke Duncan - Zac Efron - Jenna Elfman - Colin Farrell - Andy Garcia - Mel Gibson - Tyrese Gibson - Selena Gomezová - Tom Hanks - Neil Patrick Harris - Taraji P. Henson - Djimon Hounsou - Vanessa Hudgens - Randy Jackson - Jimmy Jean-Louis - Dwayne Johnson - Joe Jonas - Kevin Jonas - Nick Jonas - Quincy Jones - Diane Keatonová - Michael Keaton - Anna Kendrick | - Greg Kinnear - Jane Krakowski - John Krasinski - Jessica Lange - Taylor Lautner - Jared Leto - Daniel Day-Lewis - Justin Long - Tobey Maguire - Ricky Martin - Rose McGowan - Ewan McGregor - Katharine McPhee - Debra Messing - Alyssa Milano - Jack Nicholson - Keke Palmer - Holly Robinson Peete - Katy Perry - Tyler Perry - Chris Pine - Jeremy Piven - Jeremy Renner - Tim Robbins - Julia Roberts - Ray Romano - Jeri Ryan | - Meg Ryanová - Zoe Saldana - Adam Sandler - Nicole Scherzinger - Gabourey Sidibe - Kimora Lee Simmons - Russell Simmons - Molly Sims - Christian Slater - Steven Spielberg - Ringo Starr - Taylor Swift - Charlize Theronová - Ashley Tisdale - Marisa Tomei - Amber Valletta - Sofia Vergara - Mark Wahlberg - Joe Walsh - Sigourney Weaver - Forest Whitaker - Olivia Wildeová - Robin Williams - Rainn Wilson - Reese Witherspoonová - Stevie Wonder - Noah Wyle |